# سیارک ۲۹۹۲
سیارک ۲۹۹۲ (به انگلیسی: 2992 Vondel، نامگذاری:2540P-L) دو هزار و نهصد و نود و دومین سیارک کشف شده‌است که در ۲۴ سپتامبر ۱۹۶۰ کشف شد.
قدر مطلق سیارک برابر ۱۳٫۰۰ است.